# Брышлян
Брышлян (болг. Бръшлян) — село в Бургасской области Болгарии. Входит в состав общины Малко-Тырново. Находится примерно в 11 км к северо-западу от центра города Малко-Тырново и примерно в 50 км к югу от центра города Бургас. По данным переписи населения 2011 года, в селе  проживало 44 человека, преобладающая национальность — болгары.

## Население
| Год     | 1934 | 1946 | 1956 | 1965 | 1975 | 1985 | 1992 | 2001 | 2011 |
| ------- | ---- | ---- | ---- | ---- | ---- | ---- | ---- | ---- | ---- |
| Жителей | 503  | 494  | 431  | 216  | 117  | 85   | 67   | 50   | 44   |

|  |